# Парламентские выборы в Тринидаде и Тобаго (2007)
Парламентские выборы в Тринидаде и Тобаго проходили 5 ноября 2007 года. Регистрация кандидатов продолжалась до 15 октября.
В выборах участвовали правящее Народное национальное движение, оппозиционный Объединённый национальный конгресс — Альянс (коалиция ОНК и шести мелких партий), Народный конгресс, Объединённый фронт Тобаго — Конгресс демократического действия (Тобаго) и Демократическая национальная ассамблея (новая партия, базирующаяся в Тобаго). Кроме этого пять кандидатов были независимые.

## Результаты
Народное национальное движение под руководством Патрика Маннинга получила 26 из 41 места в парламенте. Объединённый национальный конгресс — Альянс под руководством Басдео Пандая получила оставшихся 15 мест. Несмотря на то, что за Народный конгресс проголосовало более 22 % избирателей партия не получила ни одного места.
| Партия                                    | Голоса  | %     | Места |
| ----------------------------------------- | ------- | ----- | ----- |
| Народное национальное движение            | 299 813 | 45,85 | 26    |
| Объединённый национальный конгресс-Альянс | 194 425 | 29,73 | 15    |
| Конгресс народа                           | 148 041 | 22,64 | 0     |
| Конгресс демократического действия        | 8801    | 1,35  | 0     |
| Демократическая национальная ассамблея    | 376     | 0,01  | 0     |
| Независимые                               | 120     | 0,00  | 0     |
| Недействительных/пустых бюллетеней        | 2306    | -     | -     |
| Всего                                     | 653 882 | 100   | 41    |
| Действительных бюллетеней/Явка            | 651 576 | 66    | -     |
| Источники: EBC                            |         |       |       |